# Espiègle (1916)
L'Espiègle est une canonnière de lutte anti-sous-marine de la Marine nationale française, l’un des 23 navires de classe Ardent construits. Le navire a été lancé en 1916 à l’Arsenal de Rochefort et commissionné la même année dans la Marine nationale. Il a servi pendant la Première Guerre mondiale et l’entre-deux-guerres. Le navire a été rayé de la liste de la flotte en 1920.

## Conception
Les canonnières de classe Ardent ont été commandées dans le cadre du programme d’expansion de la flotte française de 1916 et 1917,. En 1916, l’état-major de la marine française commanda 23 canonnières anti-sous-marines (ASM), de 266 tonnes, à machines à vapeur à triple expansion, qui furent nommés « classe Ardent ». Les navires étaient fondamentalement identiques aux canonnières de classe Friponne. Ils s’en distinguaient principalement par le type de propulsion : les canonnières de classe Friponne utilisaient des moteurs Diesel, mais les navires de type Ardent étaient équipés de machines à vapeur, dans de nombreux cas récupérées sur de vieux torpilleurs mis hors service,. Ils différaient donc sensiblement les uns des autres en ce qui concerne la puissance et la vitesse. Ils avaient tous des étraves en forme d’arc, mais ils différaient par la forme des superstructures et leur équipement.
L'Espiègle était conçu pour la lutte anti-sous-marine,. Sa coque avait une longueur hors tout de 60,2 mètres, une largeur de 7,2 mètres et un tirant d'eau de 2,9 mètres,,. Son déplacement était de 266 tonnes à charge normale et de 400 tonnes à pleine charge,.
Le navire était propulsé par une machine à vapeur verticale à triple expansion d’une puissance de 1200 à 1500 ch, entraînant une hélice unique,. La vapeur était fournie par deux chaudières à charbon système du Temple ou Normand,,. La vitesse maximale du navire était comprise entre 14 et 17 nœuds,,,.
Le navire transportait 85 tonnes de combustible, ce qui lui permettait d’atteindre une autonomie de 2000 milles marins à une vitesse de 10 nœuds,,.
L’armement de la canonnière se composait de deux canons de 100 mm modèle 1897 et de deux rampes pour larguer des grenades anti-sous-marines,,,.
L’équipage du navire était composé de 55 officiers, officiers mariniers et matelots,,,.

## Historique
L'Espiègle a été construit à l’Arsenal de Rochefort,,. La quille du navire a été posée en 1916, et il a été lancé la même année,, le 6 mars 1916. L'Espiègle est mis en service dans la Marine nationale en 1916,,,.

### Première Guerre mondiale
La canonnière est affectée en 1917 à la division de Gascogne, avec l'Eveillé, l'Emporté, l'Étourdi, le Sans Souci, la Belliqueuse et l'Alerte. Elle y a effectué toute sa carrière durant la guerre, servant dans le golfe de Gascogne.
L'Espiègle fut considéré, au plan administratif, comme un bâtiment armé en guerre durant les périodes du 15 juillet 1916 au 1er avril 1917 ; du 23 mai au 10 novembre 1917 ; du 29 février au 17 juillet 1918 ; du 19 septembre au 19 novembre 1918 ; et du 30 décembre 1918 au 24 octobre 1919, date de cessation des hostilités (Circulaire du 25 avril 1922 établissant la Liste des bâtiments et formations ayant acquis, du 3 août 1914 au 24 octobre 1919, le bénéfice du double en sus de la durée du service effectif (Loi du 16 avril 1920, articles 10, 12, 13.), §. A. Bâtiments de guerre et de commerce ; Bulletin officiel de la Marine 1922, n°14, pp. 720 et 740.).

### Entre-deux-guerres
Tous les navires de classe Ardent ont survécu à la guerre. La majorité sont convertis dans les années 1920 en dragueurs de mines, avec l’ajout d’un équipement mécanique de dragage. Le navire a été ainsi converti entre 1918 et 1920,.
L'Espiègle a pris part à la campagne de Syrie-Cilicie du 3 mars au 31 décembre 1919 (Instruction du 28 novembre 1922 relative à l’application à la Marine de la Loi instituant la médaille commémorative de Syrie-Cilicie : Bulletin officiel de la Marine 1922, n°35, pp. 695 et 700.).
Il sort des listes de la Marine national , 1920,, et vendu en juillet de la même année à la Compagnie Générale de Navigation.

## Commandants
- Lieutenant de vaisseau Paul Jean Jacques Térisse, du port de Toulon[14] : à compter d’avril 1916[12].
- LV Eugène-Léon Rivet : à compter de janvier 1917[12],[15].
- Capitaine de frégate Ernest Pierre Georges Bouquet[16], du port de Toulon : à compter d’octobre 1918[12].
- LV Henry Marie Cyrille Dutfoy de Mont de Benque, du port de Toulon[17] : à compter de mars 1919[12].
- LV Alfred Marie Jean Croiset, du port de Toulon[18] : à compter d’octobre 1919[12].